# Ceratocryptus bifrontalis
Ceratocryptus bifrontalis är en stekelart som först beskrevs av Morley 1926.  Ceratocryptus bifrontalis ingår i släktet Ceratocryptus och familjen brokparasitsteklar. Inga underarter finns listade i Catalogue of Life.